# Friedrich Maximillian Pietsch
Friedrich Maximillian Pietsch ( * 1856 - ) fue un botánico alemán.

## Algunas publicaciones
- 1893. Die Vegetationsverhltnisse Der Phanerogamen-Flora Von Gera. 70 pp. ISBN 1144393019. Reeditó en 2010 Kessinger Publish. ISBN 1160727325

- La abreviatura «Pietsch» se emplea para indicar a Friedrich Maximillian Pietsch como autoridad en la descripción y clasificación científica de los vegetales.[1]